# Aurora Mikalsen
Aurora Watten Mikalsen (født 21. marts 1996) er en kvindelig norsk fodboldspiller, der spiller som målvogter for Manchester United i FA Women's Super League og Norges kvindefodboldlandshold, siden 2018. Hun har flere U-landskampe på CV'et.
Hun har tidligere spillet for Kolbotn og Arna-Bjørnar i Toppserien, indtil hun i September 2019, skiftede til den engelske topklub Manchester United, efter at have haft flere træninger med klubben.